# Shrek 2
Shrek 2 é um filme de animação norte-americano de 2004, dos gêneros aventura, comédia, romance e fantasia, produzido pela DreamWorks Animation. É a sequência do filme Shrek (2001) e o segundo filme da franquia de mesmo nome. Mike Myers, Eddie Murphy e Cameron Diaz reprisam seus respectivos papéis de voz como Shrek, Burro e Fiona, enquanto novos personagens se unem a eles, dublados por Antonio Banderas, Julie Andrews, John Cleese, Rupert Everett e Jennifer Saunders. O filme tem três diretores: além de Andrew Adamson e Kelly Asbury, Conrad Vernon também assina a direção.
O desenvolvimento começou em 2001 (logo após o sucesso do primeiro filme) e, após divergências com produtores, os roteiristas do filme anterior foram substituídos por Adamson. A história central foi inspirada no filme Guess Who's Coming to Dinner (1967) e novas ferramentas de animação foram utilizadas para melhorar a aparência visual de cada personagem, particularmente a do Gato de Botas. Os dubladores originais também receberam um aumento significativo no salário para US$ 10 milhões, que na época estava entre os contratos mais altos em suas respectivas carreiras.
Shrek 2 estreou no Festival de Cinema de Cannes de 2004, onde competiu pela Palma de Ouro, e foi lançado nos cinemas estadunidenses em 19 de maio de 2004. Com críticas positivas como a de seu antecessor, o filme arrecadou US$ 928,7 milhões no mundo todo. Ele marcou o segundo maior fim de semana de estreia de três dias na história dos Estados Unidos e a maior abertura para um filme de animação na época de seu lançamento; se tornou também o filme de maior bilheteria de 2004 em todo o mundo. Shrek 2 também é o filme de maior sucesso da DreamWorks Animation até hoje, e detinha o título de ser o filme de animação de maior bilheteria de todos os tempos em todo o mundo até ser superado por Toy Story 3 em 2010. O filme recebeu duas indicações ao Oscar de Melhor Animação e Melhor Canção Original, e sua trilha sonora associada alcançou o Top 10 na Billboard 200 dos Estados Unidos. A sequência intitulada Shrek the Third, foi lançada três anos depois, em 2007.

## Enredo
A princesa e o ogro vivem felizes no pântano após o casamento. Retornando da lua de mel, ela recebe a carta de seus pais, que a convida para o jantar. O ogro é convencido pela princesa a visitar os pais dela junto com o burro. Quando os pais da princesa descobrem que ela não havia se casado com o Príncipe Encantado, os problemas começam, e o Gato de Botas é enviado a fim de separá-los.

## Elenco de voz
| Personagem               | Original          | Dubladores                       |
| ------------------------ | ----------------- | -------------------------------- |
| Shrek                    | Mike Myers        | Bussunda                         |
| Burro                    | Eddie Murphy      | Mário Jorge                      |
| Princesa Fiona           | Cameron Diaz      | Fernanda Crispim                 |
| Rainha Lillian           | Julie Andrews     | Emilia Rey                       |
| Gato de Botas            | Antonio Banderas  | Alexandre Moreno                 |
| Rei Harold               | John Cleese       | Isaac Bardavid                   |
| Príncipe Encantado       | Rupert Everett    | Ettore Zuim                      |
| Fada Madrinha            | Jennifer Saunders | Márcia Coutinho                  |
| Pinóquio                 | Cody Cameron      | Manolo Rey                       |
| Os Três Porquinhos       | Cody Cameron      | José Luiz Barbeito Duda Espinoza |
| Biscoito                 | Conrad Vernon     | Marcelo Coutinho                 |
| Mongo (Biscoito-Gigante) | Conrad Vernon     | Jorge Vasconcellos               |
| Padeiro                  | Conrad Vernon     | Waldyr Sant’anna                 |
| Espelho Mágico           | Chris Miller      | Márcio Simões                    |
| Doris (Irmã Feia)        | Larry King        | Pedro Bial                       |
| Lobo                     | Aron Warner       | Luiz Carlos Persy                |
| Capitão da Guarda        | Andrew Adamson    | Luiz Carlos Persy                |
| Joan Rivers              | Joan Rivers       | Mônica Rossi                     |

- A aparição de Rivers como ela mesma na cena do tapete vermelho do baile marcou a primeira vez que uma pessoa real foi representada na tela pela equipe de animação de Shrek. Sua cena (embora mantendo sua representação visual) foi redublada pela apresentadora Kate Thornton para o lançamento no Reino Unido.
- No Brasil, o comediante  Bussunda voltou a dar voz para Shrek, enquanto o apresentador Pedro Bial dublou Doris, a irmã Feia.[10]
  - Na Reino Unido, o apresentador Jonathan Ross dublou Doris.
- Simon Cowell aparece como ele mesmo em Far Far Away Idol, uma paródia de American Idol, nos recursos especiais do DVD e pouco antes dos créditos na edição VHS dos EUA.

## Produção
Em 2001, logo depois do sucesso do filme original, Mike Myers, Eddie Murphy e Cameron Diaz negociaram um pagamento adiantado de US$ 10 milhões cada para emprestarem suas vozes a uma sequência do filme. Este aumento no cachê representou um acréscimo significativo do salário de US$ 350.000 que cada um dos três recebeu para o primeiro filme. De acordo com Jeffrey Katzenberg, o produtor executivo de Shrek 2 e co-fundador da DreamWorks Pictures, que liderou as negociações, os pagamentos foram provavelmente os mais altos em toda a carreira dos atores. Esperava-se que cada um dos atores trabalhasse entre 15 e 18 horas no total. Foi estipulado que o filme teria um orçamento inicial estimado de US$ 70 milhões.
Ted Elliott e Terry Rossio, os roteiristas do primeiro filme, insistiram que a sequência fosse um conto de fadas tradicional, mas após desentendimentos com os produtores, eles abandonaram o projeto e foram substituídos pelo diretor Andrew Adamson. Sua escrita de Shrek 2 foi inspirada no filme de comédia dramática de 1967 Guess Who's Coming to Dinner e foi concluída com a ajuda dos co-diretores do filme, Kelly Asbury e Conrad Vernon, que passaram a maior parte da duração da produção do filme no norte da Califórnia, enquanto Adamson passava a maior parte do tempo com os dubladores do filme em Glendale.
A DreamWorks iniciou a produção de Shrek 2 em 2001, antes mesmo da conclusão do primeiro filme. O estúdio adicionou mais personagens humanos ao filme do que havia em seu antecessor e melhorou a aparência e o movimento dos personagens com o uso de vários novos sistemas de animação e renderização. Em particular, o personagem Gato de Botas exigiu o desenvolvimento de um novo conjunto de ferramentas de produção de filmes para lidar com a aparência de sua pele, cinto e pluma de chapéu; a pele do gato exigia especialmente uma atualização para o shader de pele. Toda a configuração do personagem foi concluída nos primeiros três anos de produção.
Em uma versão inicial de Shrek 2, Shrek abdicou do trono e convocou uma eleição de conto de fadas. A campanha de Pinóquio foi uma campanha de "honestidade", enquanto a de Gingy foi uma campanha de "difamação". Adamson disse que embora esse enredo tivesse muitas ideias engraçadas, também era abertamente satírico e político e considerado "mais intelectual do que emocional". Shrek 2 também parece muito mais escuro em termos de iluminação quando comparado ao filme original. Designers supostamente se inspiraram no ilustrador e gravador francês do século 19, Gustave Doré para melhorar a riqueza de detalhes e cenário do filme. De acordo com o designer de produção Guillaume Aretos "há muitas pinturas e ilustrações medievais [e] minhas próprias influências, que são pinturas clássicas dos séculos 15 e 16... O design de Shrek é sempre uma reviravolta na realidade, então tentamos [embalar] o máximo de detalhes e interesse possível nas imagens".

## Trilha sonora
1. "Accidentally in Love" (Adam Duritz, Dan Vickrey, David Immerglück, Matthew Malley) — Counting Crows
2. "Holding Out for a Hero" (Dean Pitchford, Jim Steinman) — Frou Frou
3. "Changes" (David Bowie) — Butterfly Boucher com David Bowie
4. "As Lovers Go (Ron Fair Remix)" (Chris Carrabba) — Dashboard Confessional
5. "Funkytown" (Steven Greenberg) — Lipps, Inc.
6. "I'm on My Way" (Clint Bierman, Rich Price) — Rich Price
7. "I Need Some Sleep" (Mark Oliver Everett) — Eels
8. "Ever Fallen in Love" (Pete Shelley) — Pete Yorn
9. "Little Drop of Poison" (Kathleen Brennan, Tom Waits) — Tom Waits
10. "You're So True" (Joseph Arthur) — Joseph Arthur
11. "People Ain't No Good" (Nick Cave) — Nick Cave & the Bad Seeds
12. "Fairy Godmother Song" (Andrew Adamson, Aron Warner, Dave Smith, Harry Gregson-Williams, Stephen Barton, Walt Dohrn) — Jennifer Saunders
13. "Livin' la Vida Loca" (Desmond Child, Robi Rosa) — Eddie Murphy & Antonio Banderas
14. "Holding Out for a Hero" (faixa bônus) — Jennifer Saunders

### Trilha sonora
1. "Disco Inferno", da banda The Trammps, cantada pelo Burro.
2. "Mr. Roboto", da banda Styx, cantada por Pinóquio.
3. "Girls Just Want to Have Fun", da cantora Cyndi Lauper, cantada pela Doris.
4. "Hungry Like the Wolf", da banda Duran Duran, cantada pelo Lobo Mau. (participacao especial: Os Três Porquinhos)
5. "I'm Too Sexy", da banda Right Said Fred, cantada pelo Príncipe Encantado.
6. "I Can See Clearly Now", do cantor Johnny Nash, cantada pelos Três Ratos Cegos.
7. "Sugar, Sugar", da banda The Archies, cantada pelo Biscoito. (participacao especial: Sininho)
8. "Hooked on a Feeling", da banda Blue Swede, cantada pelo Capitão Gancho.
9. "These Boots Are Made for Walkin'', da cantora Nancy Sinatra, cantada pelo Gato de Botas.
10. "What I Like About You", da banda The Romantics, cantada por Shrek e Fiona.
11. "My Way", do cantor Frank Sinatra, cantada por Simon.

## Recepção

### Bilheteria
O filme estreou nos Estados Unidos no dia 19 de maio de 2004 e arrecadou US$ 108.037.878, ficando em primeiro lugar nas bilheterias, e na época bateu o recorde de maior arrecadação em um único dia (US$ 44.797.042). Também contém a segunda maior abertura da história, atrás apenas de Homem-Aranha.
Arrecadou US$ 441.226.247 nos Estados Unidos e Canadá, sendo na época, a animação de maior bilheteria na América do Norte, sendo ultrapassado somente doze anos depois por Finding Dory que arrecadou US$ 486 milhões em 2016. Ganhou mais US$ 487.534.523 nos outros países, perfazendo um total global de US$ 928.760.770.
Com esses resultados, o filme não só se tornou a maior bilheteria da franquia Shrek como também a maior bilheteria da história da Dreamworks, além de ser a maior bilheteria de 2004. Durante seis anos o filme foi a animação de maior bilheteria da história do cinema, até o lançamento de Toy Story 3 em 2010.

### Resposta crítica
Shrek 2 tem um índice de aprovação de 89% com base em 239 avaliações profissionais no site agregador de críticas Rotten Tomatoes, com uma classificação média de 7,7/10; seu consenso crítico diz: "Pode não ser tão novo quanto o original, mas o humor atual e os personagens secundários coloridos fazem de Shrek 2 um vencedor por si só". O Metacritic atribuiu a Shrek 2 uma pontuação de 75 de 100 com base em 40 críticas, indicando "críticas geralmente favoráveis". O público consultado pelo CinemaScore deu ao filme uma nota média "A" em uma escala de "A+" a "F".
Roger Ebert deu ao filme três de quatro estrelas, dizendo que é "brilhante, animado e divertido", enquanto Robert Denerstein, do Denver Rocky Mountain News, chamou-o de "extremamente engraçado". James Kendrick da QNetwork elogiou o enredo, chamando-o de "familiar, mas engraçado". J. R. Jones, do jornal Chicago Reader, chamou-o de "entretenimento familiar inatacável" e semelhante ao primeiro filme. Michael O'Sullivan, do The Washington Post, chamou-o de "melhor e mais engraçado que o original". Sean Naughton da revista Complex o descreveu como "uma das sequências de animação mais bem-sucedidas de todos os tempos".
Embora tenha escrito que não é tão bom quanto o primeiro filme, Kevin Lally da revista Film Journal International o descreveu como "inventivo e muitas vezes muito engraçado". Peter Rainer, da revista New York, no entanto, afirmou que o filme "consegue desfazer muito do que fez de seu antecessor um passeio de alegria gerado por computador".

### Prêmios e indicações
Shrek 2 foi indicado à Palma de Ouro no Festival de Cinema de Cannes de 2004. Ganhou cinco prêmios durante a 31ª cerimônia do People's Choice Awards: Filme de Animação Favorito, Estrela de Cinema de Animação Favorita por "Burro" (Eddie Murphy), Filme de Comédia Favorito, Vilão de Filme Favorito por "Fada Madrinha" (Jennifer Saunders) e Sequência Favorita. Também ganhou um Teen Choice Award na categoria Escolha do Público – Comédia. O filme foi indicado ao prêmio da Visual Effects Society na categoria "Melhor Performance de um Personagem de Animação em um Filme de Animação".
O filme foi indicado ao Óscar de Melhor Filme de Animação, mas perdeu para The Incredibles. Uma das canções do filme, "Accidentally in Love" recebeu indicações ao Oscar de melhor canção original, Globo de Ouro de melhor canção original, e ao Grammy Award para Melhor Canção em Mídia Visual.
Em 2008, o filme foi indicado para constar na lista dos dez melhores filmes de animação estadunidenses elaborada pelo American Film Institute, mas acabou não sendo finalista.